# 克利门特·特尔诺夫斯基
克利门特·特尔诺夫斯基（1841年—1901年7月10日），原名瓦西里·尼科洛夫·德鲁梅夫（羅馬化：Vasil Nikolov Drumev)），保加利亚東正教神父和政治家。他也是一位作家，是1869年保加利亚文学社创始人之一（BLS; 现在被称为保加利亚科学院）。

## 生平
特尔诺夫斯基生于舒门一个工匠的家庭，出生的村庄现在以他的名字命名。早年在敖德萨神学院学习。受到革命者格奥尔基·萨瓦·拉科夫斯基的影响，1861年在贝尔格莱德加入了拉科夫斯基的第一个保加利亚军团，在那里他杰出的指挥军队对抗土耳其驻军。
在1862年军团解散后，特尔诺夫斯基移民俄罗斯，他继续就读基辅神学院。1869年他在Brăila定居。1873年他被任命为牧师，次年他以克莱门特·布朗尼茨基（Clement Branitski）的名字被任命为一个主教。他后来成为在图尔恰大主教教区副大主教。
保加利亚于1878年解放后，特尔诺夫斯基担任Lyaskovets附近的彼得·保罗神学院校长。1884年，他被选为大特尔诺沃大主教教区大主教。
1879年特尔诺夫斯基成为保加利亚制宪会议和第一次国民议会议员，12月6日举行选举之前担任看守首相，任内继续前任托多尔·布尔莫夫的政策直到1880年4月7日继任者接任。1886年8月21日第二个任期他只担任3天首相。
作为一个忠诚旧君主制的支持者，特尔诺夫斯基拒绝庆祝新上任的保加利亚摄政王斐迪南亲王，反对他摄政而被政府扣押，最终被释放，和斐迪南交好。
特尔诺夫斯基是保加利亚小说之父。他写了第一个原始短篇故事：一个糟糕的家庭(1860)。他的一些重要的作品包括《学生和捐赠者或什么是另一个的另一个》(1864)和戏剧《伊万科，阿森一世的凶手》(1872)。